# كارل غرينبلات
كارل هارفي غرينبلات (بالإنجليزية C. H. Greenblatt من مواليد 17 يونيو 1972 هو كاتب سيناريو ومنتج وفنان قصص وممثل صوتي امريكي عمل على سبونج بوب وفي كرتون نتورك على مغامرات بيلي وماندي وإيفل كون كارلي ومن المعروف انه مبدع مسلسل الرسوم المتحركة التلفزيوني المشهور تشاودر لكرتون نتورك وعلى نيكولودين هارفي بيكس والمخرج والمنتج التنفيذي لكرتون جيلي ستون، وهي سلسلة رسوم متحركة جديدة من هانا-باربيرا لإتش بي أو ماكس وهي من إنتاج وارنر بروس

## الحياة الشخصية
التحق بجامعة تكساس في أوستن حيث تخصص في مجال الإعلان وكان زملائه في الدراسة الناقد السينمائي في المستقبل كوري كولمان

## الحياة المهنية
حصل على أول وظيفة له في صناعة الرسوم المتحركة كفنان لوحات القصص على سبونج بوب
في نوفمبر 2007 بدأ غرينبلات بالعمل على تشاودر وهو مسلسل رسوم المتحركة أنشأه وكان أيضا المنتج التنفيذي لكرتون نتورك غرينبلات تعاون مع المبدع ماكسويل اتومز على مغامرات بيلي وماندي قبالة حلقة هالوين خاصة تسمى Underfist الذي ادى فيها
دور فريد فريدبورغر، وأعلن على مدونته أن نيكلوديون قد أعطت له علامة الإعادة لطيار لمدة 11 دقيقة لعرض جديد أنشأه بعنوان البذور السيئة (تمت إعادة تسميته لاحقًا هارفي بيكس)
أعلن في سبتمبر 2013 أن العرض تم التقاطه منذ 26 حلقة مدة كل منها 11 دقيقة، مع بدء الإنتاج في بداية عام 2014 وقد أخرج أيضا شورت Deadman لي Dc nation من الموسم 2 و 3 من سبونج بوب وتعاون مع آرون سبرينغر وفيما بعد في الموسم الثالث تعاون مع كاز
في 05 أبريل 2018 أعلن غرينبلات أنه تم توظيفه الآن من قبل وارنر بروس للرسوم المتحركة، مضيفًا أنه كان يطور شيئا ممتع للاستوديو ولكن لم يتمكن بعد من الكشف عن أي شيء آخر حول هذا الموضوع، في 29 أكتوبر 2019 تم الكشف عن المشروع رسميًا بعنوان Jellystone الذي يوصف بأنه تقاطع للعديد من شخصيات هانا-باربيرا التي تعيش في المدينة الفخمة حيث لا يمكنهم إلا أن يسببوا المتاعب لبعضهم البعض

## فيلموغرافيا
سبونج بوب 1999 - 2005
Free for all 2003
إيفل كون كارلي 2003
مغامرات بيلي وماندي 2004
عائلة إكس 2005
تشاودر 2007
Fish hooks 2010
	Deadman shorts 2012.
هارفي بيكس 2015
Big City Greens 2019
Jellystone!

### افلام
فيلم سبونج بوب سكوير بانتس 2004
	Billy and Mandy's Big Boogey Adventure 2007
The Grim Adventures of the Kids Next Door 2007
هلبوي II: ذا غولدن أرمي 2008
فيلم سبونج بوب سكوير بانتس: الإسفنج خارج المياه 2015
PINK: The Lighter Shade of Red 2016

### العاب الفيديو
مغامرات بيلي وماندي (لعبة فيديو) 2006
كرتون نتورك: سقوط الإنصهار 2009
كرتون نتورك: ضربة وقت الإنفجار 2011

### الإنترنت
Cartoons VS Cancer 2016
RebelTaxi; Pizza Party Podcast 2016
Nickelodeon Animation Podcast 2016

## روابط خارجية
- كارل غرينبلات على موقع IMDb (الإنجليزية)
- كارل غرينبلات على موقع قاعدة بيانات الفيلم (الإنجليزية)